# فرسان الفضاء
فرسان الفضاء (باليابانية: オーディーン 光子帆船スターライト، بالروماجي: Odin - Koshi Hansen Starlight) هو فيلم أنمي غل زى و ل ياباني من إنتاج استديو توي أنيميشن . تم عرض الفيلم لأول مره في 10 أغسطس 1985 . تم دبلجة الفيلم للعربية بواسطة مركز الزهرة وتم عرض الفيلم على قناة سبيستون.

## روابط خارجية
- Odin - Starlight Mutiny  في شبكة أخبار الأنمي
- فرسان الفضاء على موقع IMDb (الإنجليزية)
- فرسان الفضاء على موقع نتفليكس (الإنجليزية)
- فرسان الفضاء على موقع قاعدة بيانات الفيلم (الإنجليزية)
- فرسان الفضاء على موقع ليتربوكسد (الإنجليزية)
- فرسان الفضاء على موقع كينوبويسك (الروسية)
- فرسان الفضاء على موقع ANN anime (الإنجليزية)